# Аксьоно-Бутирки
Аксьо́но-Бути́рки (рос. Аксёно-Бутырки) — присілок у складі Богородського міського округу Московської області, Росія.

## Населення
Населення — 271 особа (2010; 296 у 2002).
Національний склад (станом на 2002 рік):
- росіяни — 94 %